# Companhia Antarctica Paulista

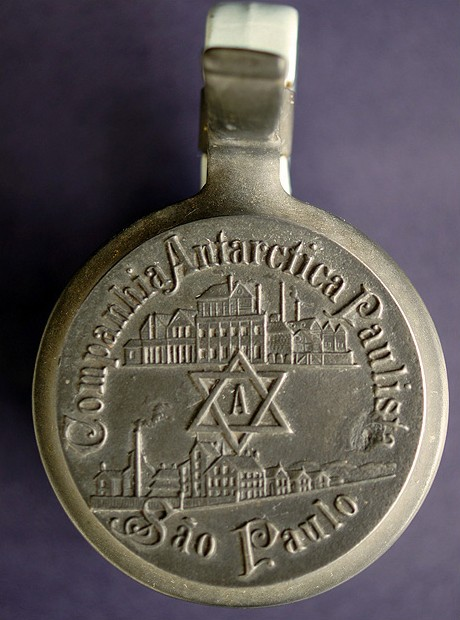
Logo di Companhia Antarctica Paulista

La Companhia Antarctica Paulista fu un'impresa brasiliana che in origine produceva birra e poi si è estesa nel settore delle bibite soft drink Fino a fondersi con la  Brahma creando AmBev.